# Lac Arapotakakamak
Lac Arapotakakamak är en sjö i Kanada.   Den ligger i regionen Mauricie och provinsen Québec, i den sydöstra delen av landet, 300 km norr om huvudstaden Ottawa. Lac Arapotakakamak ligger 394 meter över havet. Arean är 0,10 kvadratkilometer.
I omgivningarna runt Lac Arapotakakamak växer i huvudsak blandskog. Trakten runt Lac Arapotakakamak är nära nog obefolkad, med mindre än två invånare per kvadratkilometer.